# Royal Albert Dock

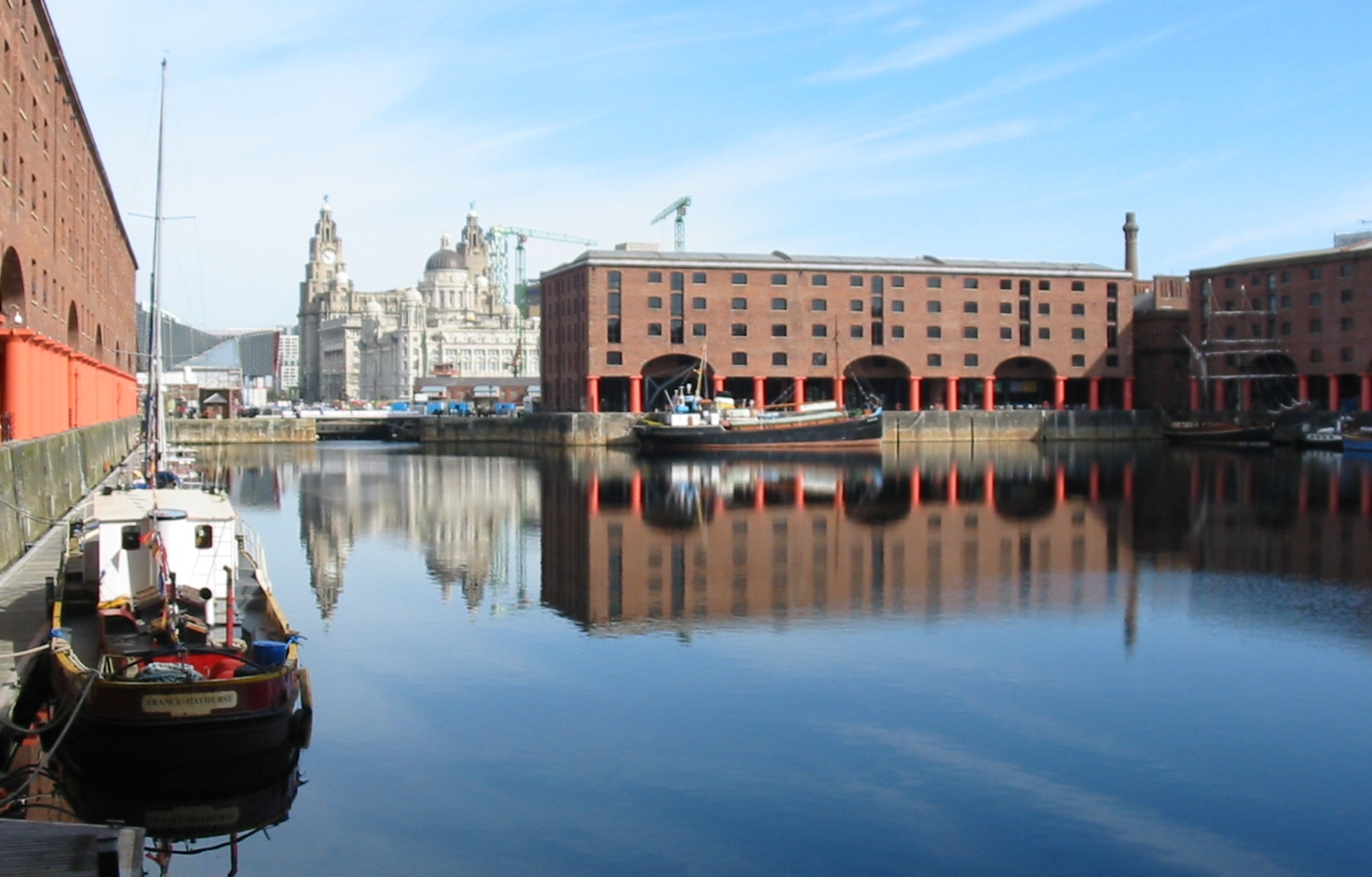
Une partie du Royal Albert Dock.

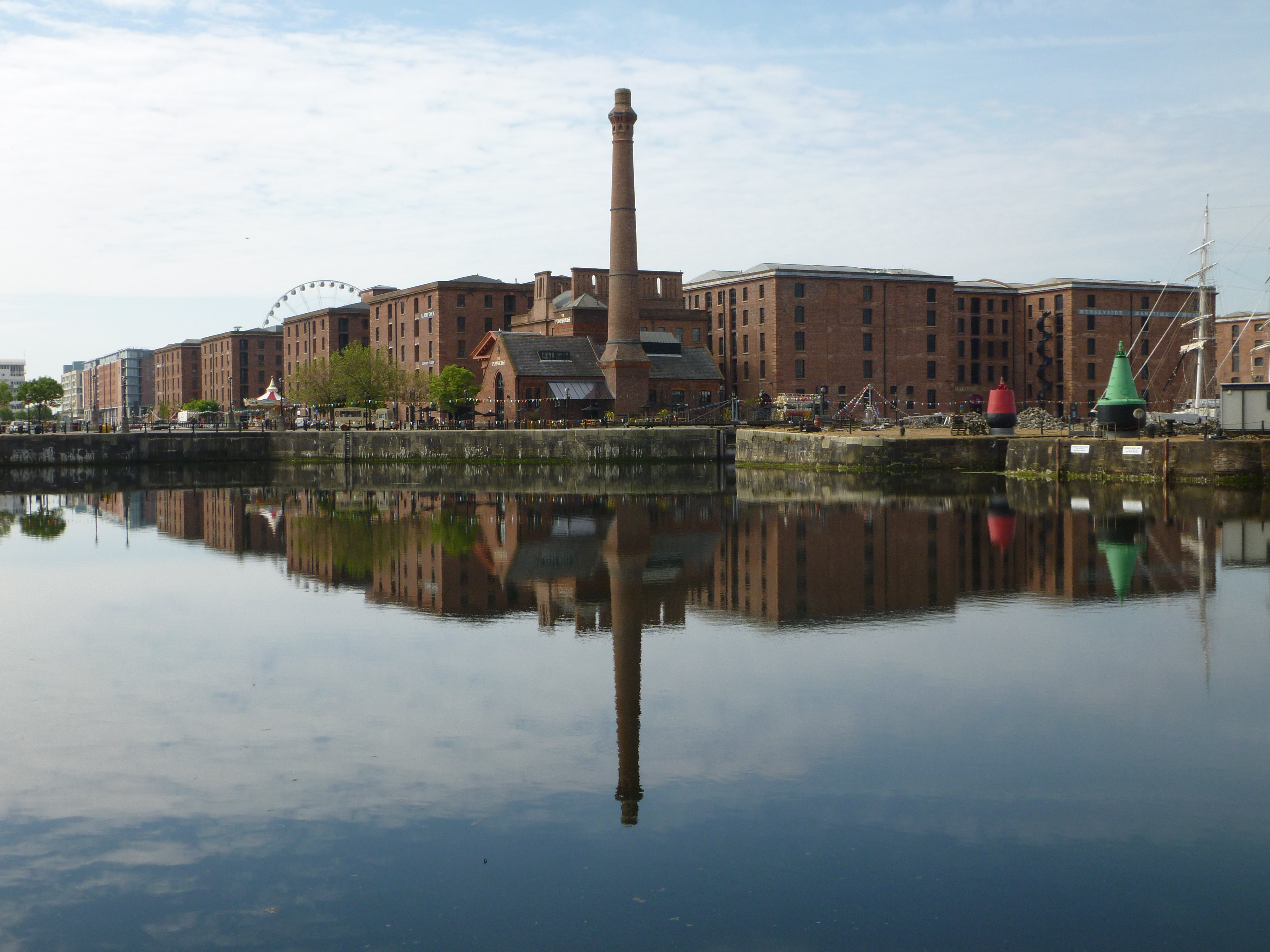
Une vue montrant la station de pompage hydraulique construite en 1878.

Le Royal Albert Dock est un complexe de docks et d'entrepôts situé en Angleterre, à Liverpool. Conçu par Jesse Hartley et Philip Hardwick, il a été construit en 1846 comme un « bassin à flot » en bordure du fleuve Mersey. Longtemps connu comme l'« Albert Dock », le complexe se voit octroyer une charte royale en juin 2018 et « Royal » est ajouté à son nom.
Au XIXe siècle, alors que le pays est en pleine révolution industrielle, le port de Liverpool devient le plus important de l'Empire britannique quant au trafic et sert de lieu d'arrivée de produits exotiques comme le brandy, le coton, le thé, la soie, le tabac, l'ivoire et le sucre. Le port servait aussi de point de départ pour le transport commercial des innovations anglaises.

## Histoire

### L'avant renaissance des docks
Les docks sont capables d'accueillir plus de 100 navires à la fois et jouent un grand rôle dans le développement du port de Liverpool. La position du port permet aux marchands de la ville d'avoir accès à tous les produits de leur pays. Ces marchands entretiennent aussi des relations avec Londres et Amsterdam, ce qui les aide à s’approvisionner en coton, en soie, en verreries, etc. qu'ils revendent ensuite aux colonies d'Amérique. Ces produits sont aussi envoyés en Afrique de l'Ouest pour être échangés contre des esclaves qui sont  à leur tour vendus aux colonies d’Amérique. Ces échanges avec les colonies d’Amérique sont très fructueux car les navires reviennent à Liverpool avec des produits coloniaux variés (sucre, tabac, café...). En 1795, Liverpool contrôle 40 % du trafic d'esclaves européen grâce au commerce triangulaire et le port vit son âge d’or.
Mais cela ne dure pas. En 1807, la Grande-Bretagne interdit le trafic d'esclaves, ce qui ne met cependant pas en péril le port qui continue à faire du commerce avec l’Amérique. Les docks du port, qui étaient appelés « Les vieux docks », sont complètement saturés et la ville essaie d’enclencher des démarches pour les renouveler. Mais le Parlement ne donne pas son autorisation pour les travaux. Les docks sont dès lors fermés en 1826.

### La renaissance des docks
Liverpool n'a plus de docks pendant une décennie, jusqu'à ce que Jesse Hartley se propose pour les renouveler. Hartley est un ingénieur spécialisé en construction de quais et de docks. Les travaux commencent en 1841, et les nouveaux docks sont terminés en 1846. Ils sont inaugurés en 1846 par le prince Albert qui leur donne son nom.
Au moment de sa construction, l'Albert Dock est considéré comme un système d'amarrage révolutionnaire parce que les navires sont chargés et déchargés directement à partir des entrepôts. Deux ans après son ouverture, il est modifié pour installer le premier dispositif au monde de grues hydrauliques. En raison de sa conception ouverte, mais sécurisée, l'Albert Dock devient un magasin populaire pour les cargaisons de valeur tels que le coton, le thé, le tabac, la soie, le brandy et le sucre. Toutefois, en dépit de la conception avancée de l'Albert Dock, le développement rapide de la navigation maritime pendant plus de cinquante ans entraine un besoin d'élargissement et de modernisation des entrepôts.
L’Albert dock est constitué d’entrepôts entourant un bassin de 3 hectares, et c’est l’une des plus importantes constructions portuaires d’Angleterre. Les docks de Liverpool sont aussi les premiers docks totalement fabriqués en matériaux incombustibles. Jesse Hartley a aussi installé des grues hydrauliques pour faciliter le chargement et le déchargement des navires, ce qui était une idée révolutionnaire à cette époque. Il a aussi instauré un système de digues, de vannes et d'écluses qui empêchent l’eau de monter au-dessus d’un certain niveau.

### L'après renaissance des docks
L’Albert Dock devient alors le symbole de la prospérité de Liverpool. Les docks stockent énormément de marchandises qui viennent du monde entier. Ils s'agrandissent de plus en plus et s’étendent bientôt sur plus de 10 kilomètres.
Pendant la Seconde Guerre mondiale, le port est occupé par l'Amirauté et sert de base pour les bateaux de la flotte atlantique britannique. Les docks subissent des raids aériens dont le blitz de mai 1941 .
En 1960, le transport des marchandises se développe encore. Les bateaux sont devenus trop grands et ils ne peuvent plus atteindre le port ; cela va donc plonger le port de Liverpool dans une grande crise. Les propriétaires commencent à connaitre des problèmes financiers et ils ne réussiront pas à sauver le dock malgré plusieurs tentatives. Le complexe est contraint de fermer en 1972. Le dock est réaménagé en 1981 et il reprend ses activités officiellement en 1988.           

### Le Royal Albert Dock de nos jours
Le Royal Albert dock est maintenant l'une des plus importantes attractions touristiques de Liverpool. L'Unesco l'a inscrit sur sa liste du patrimoine mondial en 2004 au sein du port marchand de Liverpool. C’est le site touristique le plus visité à Liverpool, et même en Angleterre, Londres excepté. Il totalise environ cinq millions de visiteurs par an.
Plusieurs musées y sont installés, comme le Merseyside Maritime Museum, The Beatles Story (en) (le musée consacré aux Beatles, natifs de Liverpool), ou le Tate Liverpool. On y trouve également de nombreuses galeries, des restaurants, des hôtels, etc.. La M&S Bank Arena, salle de spectacle pouvant accueillir 11 000 spectateurs, est juste à côté, au King's Dock.

## Le design des docks
À sa construction, l’Albert Dock est considéré comme une œuvre d’art de l’architecture portuaire. Presque entièrement construit de fonte, de briques et de pierres, il est ininflammable. Les entrepôts occupent une surface de 120 000 m2 au total.     